# Aelius Ingenuus
Aelius Ingenuus (sein Praenomen ist nicht bekannt) war ein im 2. oder 3. Jahrhundert n. Chr. lebender Angehöriger der römischen Armee. Er ist durch eine Inschrift belegt, die in Râmnicu de Jos, einem Dorf im Kreis Constanța in Rumänien, gefunden wurde.
Ingenuus diente in der Legio XI Claudia, die ihr Hauptlager in Durostorum in der Provinz Moesia inferior hatte. Er war als Beneficiarius des Statthalters (Beneficiarius consularis) tätig, bevor er starb. Der Grabstein mit der Inschrift wurde von seiner Ehefrau Ulpia Matrona errichtet.
Möglicherweise ist Ingenuus mit dem Aelius Ingenu(u)s identisch, der durch eine weitere Inschrift belegt ist. Dieser ließ als Erbe einen Grabstein für Aelius Iustinus errichten, der als Quaestionarius in der Legio XI Claudia diente. Ingenuus war zu diesem Zeitpunkt als Beneficiarius des Legionskommandeurs (Beneficiarius legati legionis) vermutlich im Gefängnis der Legion tätig. Zu einem späteren Zeitpunkt wurde er dann zum Beneficiarius consularis befördert.
Die beiden Inschriften werden bei der Epigraphik-Datenbank Clauss-Slaby auf einen Zeitraum zwischen 131/250 bzw. 171/250 datiert.